# اولد ارچرد بیچ، مین
اوولد ارچرد بیچ (به انگلیسی: Old Orchard Beach) شهری در ایالت مین کشور ایالات متحده آمریکا است که جمعیت آن در سرشماری سال ۲۰۱۰ میلادی، ۸٬۶۲۴ نفر بوده‌است.